# Charles Mann (giocatore di football americano)
Charles Andre Mann (Sacramento, 12 aprile 1961) è un ex giocatore di football americano statunitense che ha militato nel ruolo di defensive end nella National Football League (NFL).

## Carriera
Mann fu scelto nel corso del terzo giro del Draft NFL 1983 dai Washington Redskins, diventando il defensive end titolare nella sua seconda stagione, sul lato opposto a Dexter Manley. Nei suoi undici anni con la squadra andò per quattro volte in doppia cifra con i sack, incluso un primato personale di 14,5 nel 1985.
Mann concluse la sua carriera con i Redskins con 82 sack, il secondo massimo della loro storia, e 17 fumble forzati, massimo della storia della franchigia. Con essi vinse il Super Bowl XXII e il Super Bowl XXVI. Fu svincolato alla fine della stagione 1993 e firmò come free agent con i San Francisco 49ers dove vinse un altro Super Bowl (il XXIX) prima di ritirarsi.

## Palmarès

### Franchigia
- Super Bowl : 3

Washington Redskins: XVII, XXI
San Francisco 49ers: XXIX
- National Football Conference Championship: 3

Washington Redskins: 1983, 1987
San Francisco 49ers: 1994

### Individuale
- Convocazioni al Pro Bowl: 4

1987–1989, 1991
- Second-team All-Pro: 2

1987, 1991
- 70 Greatest Redskins